# Melogale moschata
Il tasso furetto della Cina (Melogale moschata Gray, 1831) è un mustelide appartenente al gruppo dei tassi furetto. È diffuso nella Cina meridionale e nelle regioni adiacenti del Sud-est asiatico.

## Descrizione

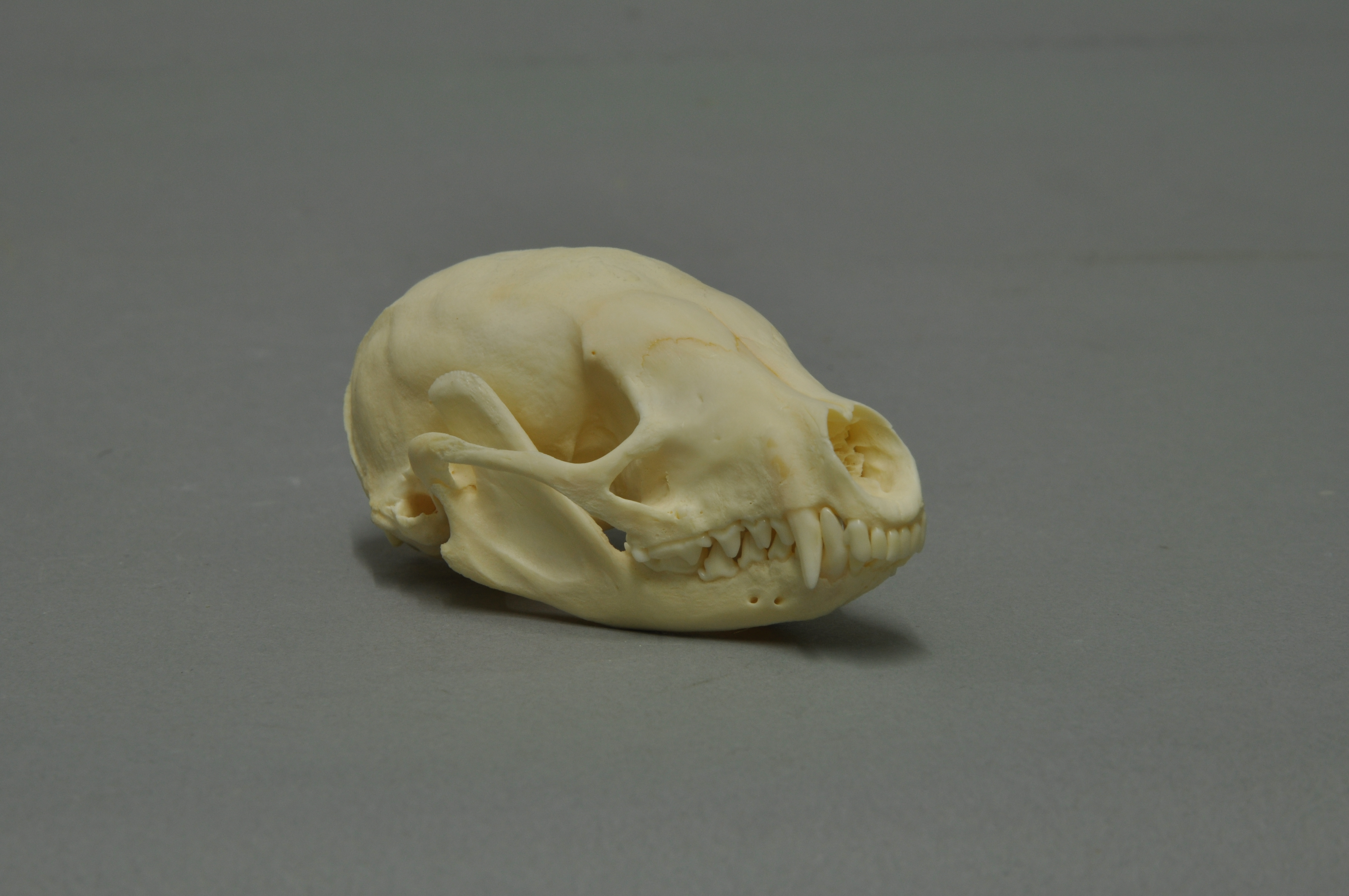
Cranio di tasso furetto della Cina (collezione del museo di Wiesbaden).

Il tasso furetto della Cina è molto simile al tasso furetto della Birmania, diffuso più a sud. La specie cinese ha una lunghezza testa-corpo di 30–40 cm. La coda, di 10–15 cm, è lunga meno della metà del corpo. Pur avendo un aspetto simile, il tasso furetto della Birmania presenta dimensioni leggermente superiori. Il peso varia tra gli 0,8 e gli 1,6 kg. Come tutti i tassi furetto, anch'esso ha corpo molto sottile e muso allungato. Il colore del mantello varia dal nero al grigio. In particolare, su testa e collo, il colore di fondo scuro contrasta sorprendentemente con le aree bianche della maschera facciale, generalmente meno estese che nel tasso furetto della Birmania. Tuttavia, l'estensione delle aree bianche è piuttosto variabile. Un'altra caratteristica distintiva di questa specie è la linea bianca che corre lungo la parte superiore del collo, meno pronunciata che nel tasso furetto della Birmania e che generalmente non si estende oltre la regione scapolare. La coda, relativamente folta, è di colore marrone chiaro e bianca all'estremità. Le zampe anteriori presentano forti artigli molto sviluppati; le femmine hanno due paia di mammelle. Rispetto al tasso furetto della Birmania, il tasso furetto della Cina ha denti più piccoli.

## Distribuzione e habitat
Il tasso furetto della Cina è presente nel sud della Cina, nel nord del Myanmar, nel nord-est dell'India, in Vietnam, in Laos e nelle isole di Hainan e Taiwan. Non è considerato una specie in pericolo. Tuttavia, a causa della sua elusività, gli studiosi non hanno mai cercato di censirne il numero di esemplari. In Vietnam e Laos, dove il suo areale è contiguo a quello del tasso furetto della Birmania, tale compito si rivela particolarmente difficile. Qualsiasi stima effettuata, quindi, deve essere trattata con riserva.

## Biologia

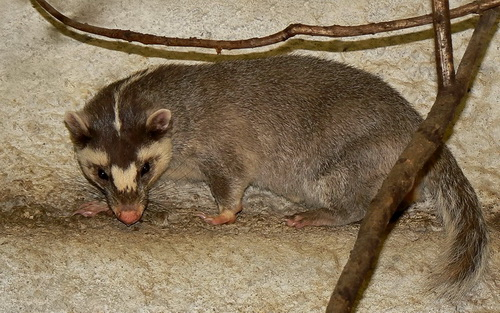
Maschio di tasso furetto della Cina allo zoo di Praga.

Habitat del tasso furetto della Cina sono le foreste tropicali e sub-tropicali, le praterie e i terreni coltivati. Specie molto versatile per quanto riguarda le scelte alimentari, si nutre di invertebrati (vermi, insetti), piccoli mammiferi, uccelli, rane, lucertole, uova e frutta. È soprattutto una specie crepuscolare e notturna. Conduce vita solitaria e di solito rimane sul terreno, ma è anche in grado di arrampicarsi sugli alberi. Poco sappiamo riguardo all'estensione dei suoi territori. Nel corso di uno studio condotto in Cina, tuttavia, esaminando la distribuzione dei ripari dove questi animali sono soliti trascorrere il giorno riposando, gli studiosi hanno stimato una media di circa 11 ettari per animale. Gli accoppiamenti hanno luogo in marzo, e a quanto pare i piccoli nascono in maggio dopo un periodo di gestazione di circa 60-80 giorni. Ciascuna nidiata è composta da uno a quattro piccoli, che nascono ciechi ma già ricoperti di pelo.

## Tassonomia
Gli studiosi riconoscono le seguenti sottospecie:
- M. m. moschata Gray, 1831, diffusa nella Cina sud-orientale nelle province di Guangdong, Guangxi, Guizhou e Yunnan, e nel Laos.
- M. m. ferreogrisea Hilzheimer, 1905, propria della Cina centrale.
- M. m. hainanensis Zheng e Xu, 1983, propria dell'isola di Hainan.
- M. m. millsi Thomas, 1922, diffusa nello Yunnan nord-occidentale (Cina), nel nord del Myanmar e nell'India nord-orientale.
- M. m. sorella G. M. Allen, 1929, originaria del Fujian (Cina).
- M. m. subaurantiaca Swinhoe, 1862, originaria di Taiwan.
- M. m. taxilla Thomas, 1925, originaria del Vietnam.